# Micropsectra pallida
Micropsectra pallida е вид насекомо от разред Двукрили (Diptera), семейство Хирономидни (Chironomidae). Среща се в Австрия.